# Raïon de Souoïarvi
Le raïon de Suojärvi (russe : Суоярвский райо́н, carélien:Suojärven piiri) est l'un des seize raïons de la république de Carélie en Russie.

## Description
Le raion de Suojärvi est constitué le 9 juillet 1940.
Il est formé des municipalités cédées par la Finlande par le traité de Moscou du 13 mars 1940: Suojärvi, Suistamo et Soanlahti ainsi que les parties cédées de Korpiselkä et d'Ilomantsi.
Le centre administratif du raïon est Suojärvi.

## Géographie

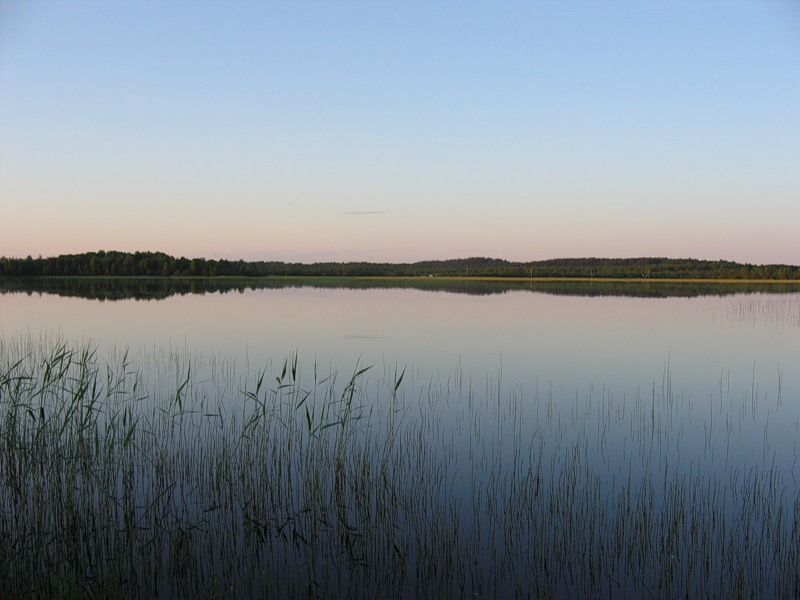
le lac Suojärvi.

## Politique et administration

### Statut
Le raïon est un des seize raïons de la république de Carélie, dans le district fédéral du Nord-Ouest. Son statut est un raïon municipal, et il comporte ainsi plusieurs municipalités à l'intérieur de lui,.

### Tendances politiques
| Scrutin             | 1er tour | 1er tour | 1er tour | 1er tour | 1er tour | 1er tour | 1er tour | 1er tour | 1er tour | 1er tour | 1er tour | 1er tour | 2d tour                  | 2d tour                  | 2d tour                  | 2d tour                  | 2d tour                  | 2d tour                  | 2d tour                  | 2d tour                  |
| Scrutin             | 1er      | 1er      | %        | 2e       | 2e       | %        | 3e       | 3e       | %        | 4e       | 4e       | %        | 1er                      | %                        | 2e                       | %                        | 3e                       | %                        | 4e                       | %                        |
| ------------------- | -------- | -------- | -------- | -------- | -------- | -------- | -------- | -------- | -------- | -------- | -------- | -------- | ------------------------ | ------------------------ | ------------------------ | ------------------------ | ------------------------ | ------------------------ | ------------------------ | ------------------------ |
| Présidentielle 2012 |          | ER       | 57,11    |          | KPRF     | 17,97    |          | LDPR     | 9,39     |          | SE       | 8,70     | Victoire au premier tour | Victoire au premier tour | Victoire au premier tour | Victoire au premier tour | Victoire au premier tour | Victoire au premier tour | Victoire au premier tour | Victoire au premier tour |
| Gouvernorale 2017   |          | ER       | 60,23    |          | SRZP     | 18,43    |          | KPRF     | 14,04    |          | LDPR     | 4,28     | Victoire au premier tour | Victoire au premier tour | Victoire au premier tour | Victoire au premier tour | Victoire au premier tour | Victoire au premier tour | Victoire au premier tour | Victoire au premier tour |
| Présidentielle 2018 |          | ER       | 70,71    |          | KPRF     | 12,88    |          | LDPR     | 9,61     |          | GRANI    | 1,99     | Victoire au premier tour | Victoire au premier tour | Victoire au premier tour | Victoire au premier tour | Victoire au premier tour | Victoire au premier tour | Victoire au premier tour | Victoire au premier tour |

## Démographie
Recensements (*) ou estimations de la population
| 1989*  | 1996*  | 2002*  | 2009   |
| ------ | ------ | ------ | ------ |
| 26 913 | 25 700 | 24 028 | 21 292 |

| 2010   | 2011   | 2013   | 2015   |
| ------ | ------ | ------ | ------ |
| 18 814 | 18 736 | 17 801 | 16 944 |

| 2017   | 2019   | 2021   | - |
| ------ | ------ | ------ | - |
| 16 273 | 15 399 | 14 834 | - |